# King Edward Hotel (Jackson)
El King Edward Hotel, construido en 1923 como Edwards Hotel, es un hotel histórico en el centro de Jackson, Misisipi (Estados Unidos). El segundo de dos edificios ubicados en el sitio en la esquina de las calles Capitol y Mill, estuvo cerrado y vacío durante casi 40 años antes de que comenzaran las renovaciones en 2006. El hotel fue incluido en el Registro Nacional de Lugares Históricos en 1976, y declarado Monumento Histórico de Misisipi en 1990.  Fue restaurado entre 2007 y 2009 como una combinación de apartamentos y el Hilton Garden Inn Jackson Downtown, que abrió el 17 de diciembre de 2009. Cuenta con King Edward Grill, King Edward Bar, el supermercado Pavilion Pantry, la cafetería Seattle's Best Coffee y un gimnasio.

## Historia
El hotel original en el sitio, conocido como Confederate House, fue construido en 1861 por el "Mayor" R. O. Edwards. Fue destruido en la Guerra de Secesión en 1863. Major Edwards construyó un nuevo hotel en el sitio, Edwards House, que se inauguró en 1867. Esta estructura fue reemplazada en 1923 por el edificio actual, una estructura de ladrillo beige de 12 pisos, diseñada en el estilo arquitectónico Beaux-Arts por el arquitecto de Nueva Orleans William Nolan. El hotel abrió como Edwards Hotel el 29 de diciembre de 1923, y fue el centro de la sociedad y la política de Jackson durante más de cuarenta años.
Okeh Records utilizó una habitación del hotel para grabar una serie de importantes sesiones de blues en diciembre de 1930.
En 1954, el hotel fue comprado por R. E. "Dumas" Milner, un rico comerciante de automóviles y hombre de negocios. Milner renovó el hotel en el popular estilo modernista de la época y lo rebautizó como King Edward Hotel. Muchos de los detalles originales quedaron oscurecidos en las renovaciones. El hotel cerró en 1967 después de años de tasas de ocupación decrecientes.
Standard Life compró el edificio en 1976 y lo colocó en el Registro Nacional de Lugares Históricos. La empresa lo vendió a promotores privados por medio millón de dólares en 1981. Si bien varios intentos de restaurar el edificio resultaron ineficaces y los líderes de la ciudad de Jackson continuaron considerando la demolición del edificio, finalmente se acordó un plan viable. El exalcalde de Jackson, Harvey Johnson Jr., calificó la renovación del hotel como la "pieza clave" en los intentos de revitalizar el centro de la ciudad.
En diciembre de 2006, Watkins Partners, el ex corredor de los New Orleans Saints Deuce McAllister e Historic Restoration Inc. de Nueva Orleans formaron una sociedad para restaurar el King Edward. Reabrió sus puertas como Hilton Garden Inn -Jackson Downtown en diciembre de 2009 con 186 habitaciones de hotel, 64 apartamentos de lujo, un restaurante exclusivo, una cafetería bar y algunos espacios comerciales. La renovación interior del hotel histórico, diseñada por Thomas Hamilton & Associates de Richmond, Virginia, incorpora los requisitos de diseño de la marca Hilton en el hotel existente, al tiempo que conserva algunos de los elementos arquitectónicos históricos originales como parte del proyecto del hotel. La renovación comenzó en noviembre de 2007 y se completó en diciembre de 2009, a un costo de 90 millones de dólares.